# مارپیچ یونانی
مارپیچ یونانی (انگلیسی: The Greek Labyrinth) نام یک فیلم اسپانیائی، به نویسندگی و کارگردانیِ رافائل آلکاسار است که در سال ۱۹۹۳ منتشر شد. از بازیگران آن می‌توان به آیتانا سانچز-خیخون و پنه‌لوپه کروز اشاره کرد.